# Obyvatelstvo Čenstochové

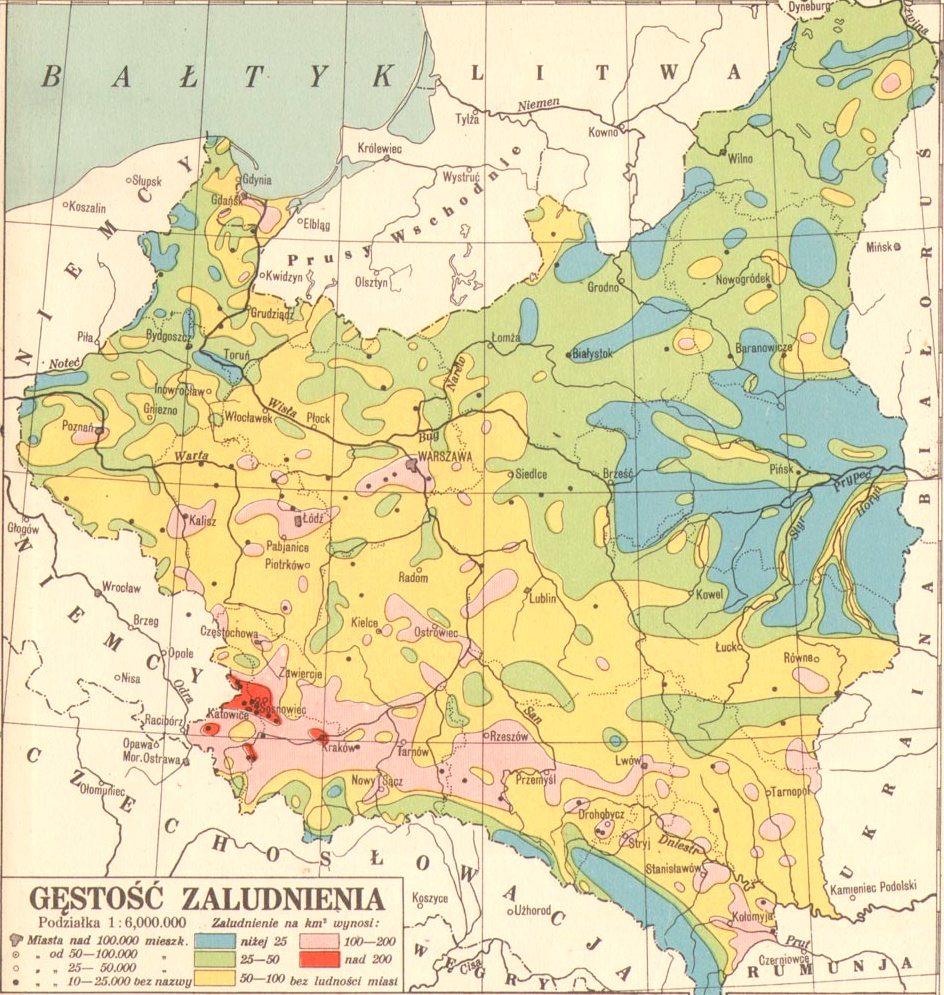
Hustota zalidnění Polska v roce 1930

Ve 14. a 15. století patřila Čenstochová k málo rozvinutým a zalidněným oblastem. V 16. století byl počet obyvatel okolo 1500 a na počátku 17. století 2000. Časem největšího rozkvětu byla pro Čenstochovou první polovina 17. století, kdy měla 2500 obyvatel. Tehdy se obyvatelé dělili na tři skupiny: tzv. Posesjonaty – majitele nejlepší půdy a domů, kteří měli velký vliv na město, cechovní řemeslníky a měšťanstvo. Počet obyvatel Čenstochové velmi rychle vzrostl v průběhu 19. století, zejména v posledních desetiletích, kdy se město Čenstochová stalo průmyslovým. Na začátku 19. století mělo okolo 5 tisíc obyvatel, na konci přes 50 tisíc. Před druhou světovou válkou už měla Čenstochová okolo 137 tisíc obyvatel. Za německé okupace bylo obyvatelstvo terorizováno a po válce, po vysvobození sovětskými vojáky, už město čítalo pouze okolo 108 tisíc obyvatel. Obrovské drama tehdy prožili hlavně Čenstochovští Židé – holokaust "velkého ghetta" započatý Němci 21. září 1942 stál životy téměř 30 tisíc lidí.

## Lidnatost Čenstochové
| Rok  | Počet obyvatel |
| ---- | -------------- |
| 1939 | 138 000        |
| 1946 | 101 255        |
| 1950 | 112 198        |
| 1955 | 149 654        |
| 1960 | 164 906        |
| 1961 | 168 500        |
| 1962 | 169 400        |
| 1963 | 171 800        |
| 1964 | 174 100        |
| 1965 | 175 353        |
| 1966 | 177 200        |
| 1967 | 183 400        |
| 1968 | 185 400        |
| 1969 | 187 000        |

| Rok  | Počet obyvatel |
| ---- | -------------- |
| 1970 | 188 189        |
| 1971 | 189 811        |
| 1972 | 192 200        |
| 1973 | 194 300        |
| 1974 | 196 449        |
| 1975 | 200 324        |
| 1976 | 202 900        |
| 1977 | 226 900        |
| 1978 | 228 600        |
| 1979 | 232 400        |
| 1980 | 234 681        |
| 1981 | 237 713        |
| 1982 | 240 575        |
| 1983 | 244 120        |

| Rok  | Počet obyvatel |
| ---- | -------------- |
| 1984 | 246 642        |
| 1985 | 249 102        |
| 1986 | 250 744        |
| 1987 | 252 886        |
| 1988 | 255 577        |
| 1989 | 257 497        |
| 1990 | 257 957        |
| 1991 | 258 689        |
| 1992 | 259 556        |
| 1993 | 259 864        |
| 1994 | 259 825        |
| 1995 | 259 135        |
| 1996 | 258 886        |
| 1997 | 258 193        |

| Rok  | Počet obyvatel              |
| ---- | --------------------------- |
| 1998 | 257 812                     |
| 1999 | 256 487                     |
| 2000 | 255 549                     |
| 2001 | 254 348                     |
| 2002 | 250 862                     |
| 2003 | 249 453                     |
| 2004 | 248 032                     |
| 2005 | 246 890                     |
| 2006 | 245 030                     |
| 2007 | 242 300                     |
| 2008 | 240 612                     |
| 2009 | 239 319                     |
| 2010 | 237 203                     |
| 2011 | 236 796 (stav ke 31. březnu |
| 2012 | 234 472                     |
| 2013 | 232 318                     |

Zdroje dat:
- 1939-1979 Statistické ročenky Hlavního statistického úřadu Polska
- 1980-1994 Demografické ročenky Hlavního statistického úřadu Polska
- 1995-2008 Banka regionálních údajů Hlavního statistického úřadu Polska
- http://www.stat.gov.pl/

## Rozloha Čenstochové
| Rok  | Rozloha    |
| ---- | ---------- |
| 1995 | 159,61 km² |
| 2006 | 159,71 km² |

Zdroj dat:
- Banka regionálních údajů Hlavního statistického úřadu Polska - http://www.stat.gov.pl/

## Náboženské vyznání
Údaje pro rok: 1909
| Náboženství  | Počet obyvatel | Procentuálně |
| ------------ | -------------- | ------------ |
| Katolíci     | 44634          | 64,0         |
| Židé         | 22026          | 31,8         |
| Pravoslavní  | 1276           | 1,8          |
| Evangelíci   | 1109           | 1,6          |
| Jiné vyznání | 580            | 0,8          |